# Ivar Bårdsson

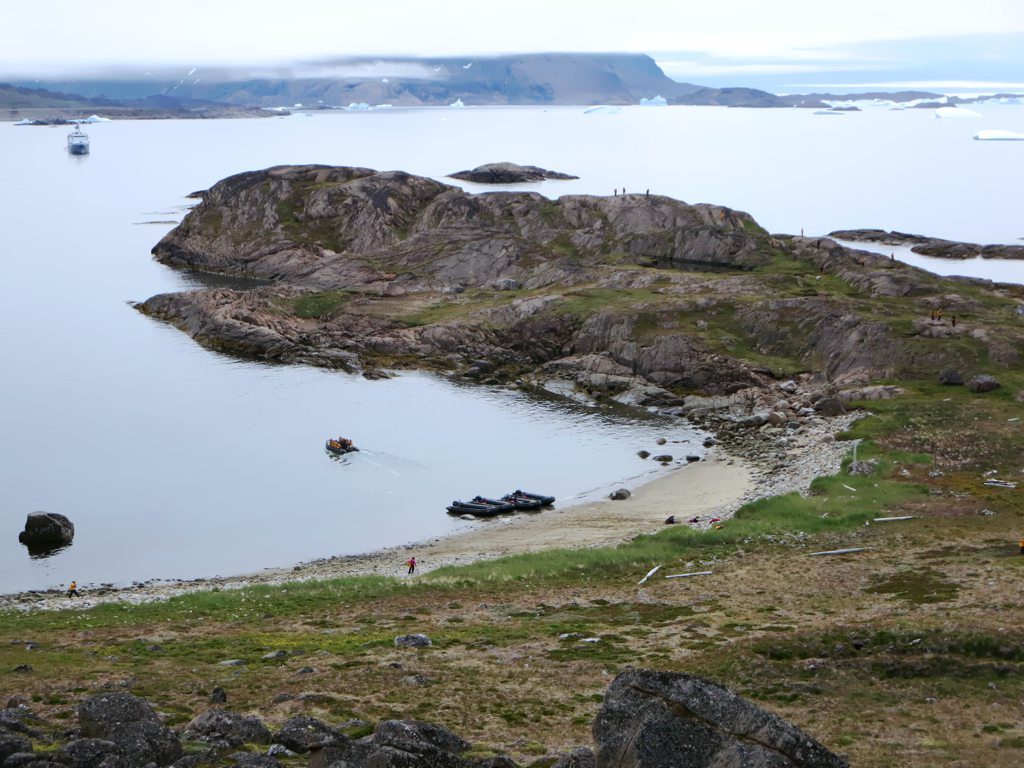
Herjólfsnes

Ivar Bårdsson (fornvästnordiska Ívar Bárðarson, latin Ivarus Barderi), var en norsk 1300-talspräst som i drygt tjugo år, från cirka 1341 till cirka 1364, förestod biskopsgården i Garðar på Grönland. Från biskop Árnis död 1349 var han även stiftets ställföreträdande biskop (officialis). Med Ivar Bårdssons namn har förknippats en kort beskrivning av det gamla Grönlands topografi, som är vår sista historiska källa till hur den nordiska kolonin på Grönland var inrättad. Även om det inte var Ivar själv som förde pennan, är det i allt väsentligt på hans ord som skildringen bygger. Detta framgår inte bara av att Ivar på några ställen åberopas som sagesman, utan även av att så stor vikt läggs vid domkyrkan i Garðar och dess talrika besittningar, vilka låg inom Ivars ansvarsområde.
Ivar Bårdssons skildring är också den första som omtalar Grönlandskolonin Västerbygds undergång. Vad som hänt med dess inbyggare nämner han inte – men kanske emigrerade de till Amerika.

## Om Ivar Bårdsson
Ivar Bårdssons födelse- och dödsår är okända, liksom hans härstamning. Första gången som han dyker upp i källorna är den 8 augusti 1341, då biskop Håkon Erlingsson utfärdar ett respass åt honom för att å biskopens och kyrkans vägnar bege sig till Grönland. Bakgrunden tycks ha varit att biskop Árni av Garðar då troddes vara död och stiftet behövde en tillfällig ersättare. Till ny biskop av Garðar vigdes 1343 Jon den skallige (Jón skalli), men han avseglade aldrig till Grönland eftersom det kort efteråt uppdagades att biskop Árni fortfarande var i livet. Ivar blev dock kvar i Garðar, först som förvaltare (ráðsmaðr) på biskopsgården, men efter biskop Árnis död 1349, som ställföreträdande biskop. Vid samma tid kom digerdöden till Norge och därmed avbröts för flera år framåt alla förbindelser mellan kolonierna och moderlandet. Jon den skallige valdes till biskop av Hólar på Island 1357, men behöll enligt de isländska annalerna ämbetet på Grönland (som han aldrig besökte) fram till 1365, då en ny biskop tillsattes. Ivar Bårdsson återvände till Norge i början av 1360-talet. Sista gången han nämns i källorna är den 25 juni 1364, då han sägs vara kanik i Apostelkirken i Bergen.

## Beskrivning av det gamla Grönland

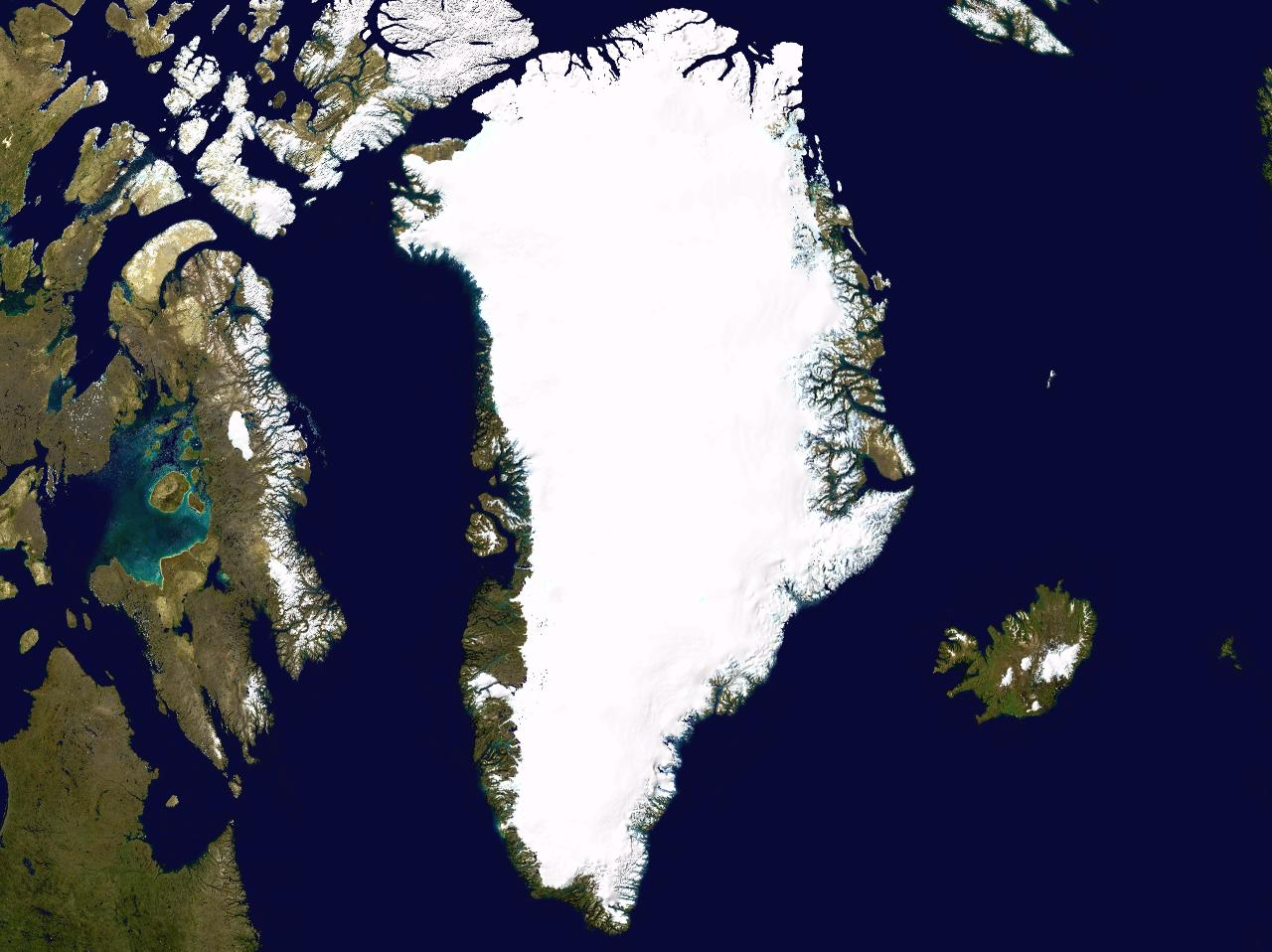
Som kartan visar låg Västerbygd faktiskt närmare Nordamerika än Island.

Originalet till beskrivningen av det gamla Grönland är förlorat, men flera översättningar till danska, tyska, holländska och engelska har överlevt. Några av de viktigaste avskrifterna av dessa finns i AM 777abc 4º, vilka Finnur Jónsson utgick från då han 1930 sökte rekonstruera delar av den norröna originaltexten. Titeln på en av de bästa av dessa översättningar lyder: Enn kortt Beschriffuellse om Grønnland, Om Segladsenn did henn saa och om Landtzens Beschriffuelse.
”Beschriffuelsen” inleder med instruktioner för hur man lägger kursen för en seglats från Norge och Island till Grönland. Dessa anvisningar sägs vara nödvändiga på grund av den rådande klimatförsämringen. Förr kunde man exempelvis segla från Snæfellsnes rakt västerut till Gunnbjarnarsker (Ammassalik (?)), vilket var den kortaste vägen. Men nu har det kommit så mycket drivis från nordost kring dessa skär att ingen längre utan livsfara kan följa denna led. I stället bör man segla söder om Island via Reykjanes mot Herjólfsnes (Ikigait). Men om man likväl skulle utgå från Snæfellsnes måste man styra mot sydväst för att undgå drivisen.
Det har alltså skett en omfattande försämring av klimatet. Uppgiften om de förvärrade drivisförhållandena stöds även av vad som framgår i de isländska annalerna. Enligt glaciologen Sigurður Þórarinsson förvandlades Islands klimat under 1300-talet från ”kalltempererat oceaniskt” till ”mera arktiskt-kontinentalt” och utvecklingen på Grönland var likartad, där i synnerhet fjordarna i Västerbygd korkades igen av drivis.

### Österbygd
Största delen av Ivar Bårdssons beskrivning räknar upp de fjordar, kyrkor och kloster som tillhörde Österbygd. I synnerhet redovisas kyrkornas ägoförhållanden, och det framgår att domkyrkan i Garðar var den största markägaren. Kyrkan kunde också uppbära olika avgifter inom stora områden. En förvånande uppgift är dock, att det ”under en tid” fanns två domkyrkor på Grönland; en i Västerbygd, som hette Steinsnes, och så förstås Garðar i Österbygd.
Har tanken varit att indela landet i två stift, liksom på Island? Men befolkningsunderlaget kan knappast ha varit tillräckligt stort. Finnur Jónsson ansåg att eftersom denna andra domkyrka inte omtalas i en enda isländsk källa, måste det röra sig om ”en eller anden misforståelse” (troligen i översättningen – originalet är ju inte bevarat.)

### En expedition till Västerbygd
Den del av framställningen som tilldragit sig störst intresse rör en expedition till Västerbygd. Även skrivaren själv tycks ha ansett berättelsen anmärkningsvärd, eftersom han två gånger åberopar sin källa: ”Allt detta sade oss Ivar Bårdsson, som var förvaltare på biskopsgården i Gardar ... att han hade sett” och ”Ivar var med där”.
Vi vet inte exakt när expeditionen ägde rum, men troligtvis efter biskop Árnis död 1349. Det sägs att Ivar Bårdsson var en av dem som av lagmannen i Brattahlíð  utsågs att fara till Västerbygd för att jaga bort ”skrälingarna” därifrån. Expeditionen kan alltså beskrivas som ett krigståg för att hjälpa de kristna, och den innefattade flera skepp. Men när de kom fram visade det sig att landet var öde och tomt. De såg inte en enda människa, varken kristen eller hedning. Däremot fann de förvildad tamboskap, troligen mest får vilka tillvaratogs, det vill säga de slaktades och stuvades ombord på skeppen som proviant för hemresan.
Hela framställningen avslutas med några kortfattade upplysningar om naturförhållanden på Grönland. Österbygd beskrivs fortfarande som en blomstrande koloni, men Västerbygd är övergiven.

## Västerbygds undergång
Ivar Bårdsson nämner inte med ett ord vad som kan ha hänt inbyggarna i Västerbygd. Människorna sägs bara vara försvunna. Om Ivar hade sett tecken på att bygden blivit överfallen, eller att där förekommit strid, skulle han nog ha sagt det. De förvildade fårflockarna kan visserligen ses som ett dåligt omen, men inhägnader användes sällan, varken på Grönland eller på Island. Det hände att enstaka djur rymde, och att de förökade sig i frihet. Landnámabók omtalar flera dalar på Island som fått namn efter förvildade storflockar tamboskap som där påträffats.
Expeditionen till Västerbygd har även förknippats med ett befallningsbrev, som kung Magnus Eriksson utfärdade till sin hövitsman Pål Knutsson år 1354 (eller 1355), där denne beordras att segla till Grönland för att bistå de kristna, som då var hårt beträngda av hedningar. Brevet gick förlorat i Köpenhamns brand 1728 och existerar i dag bara i en dålig dansk översättning från 1500-talet. En möjlig tolkning är dock att det var denna expedition, ledd av Pål Knutsson, som då den anlände till Grönland fick förstärkning av skepp under Ivar Bårdssons ledning. I alla händelser misslyckades uppdraget eftersom man i Västerbygd inte hittade någon enda människa att bistå eller kriga mot.
Frågan är alltså vart människorna hade tagit vägen. Många handskrifter, som skulle ha kunnat kasta ljus över frågan, har blivit lågornas rov. Den stora branden i Köpenhamn 1728 var förstås den värsta, men inte den enda. Den 24 februari 1630 brann Skálholts domkyrkoarkiv och boksamling. Biskop Gísli Oddsson, som var väl förtrogen med detta bibliotek, uppgav i en skrift 1637 att västerbygdsborna hade utvandrat till Amerika (det vill säga Markland och Vinland). Orsaken skulle ha varit ett uppror mot kyrkan. ”Efter att ha avlagt alla goda seder och sanna dygder” avföll de från den rätta tron och lämnade landet. I så fall var det kanske inte mot hedniska skrälingar utan mot kätterska västerbygdsbor som man hade tänkt sig att kriga. I alla händelser kom man försent. Utvandringen till Amerika skulle ha skett 1347, vilket är några år innan Ivar Bårdsson anlände till Västerbygd. Samma år sökte, enligt de isländska annalerna, ett stormdrivet skepp som varit i Markland nödhamn i Straumfjörður vid Mýrar. Vart det senare tog vägen är okänt, men det är intressant att det kom från Markland.

### Förklaringsförsök
De förklaringsförsök, som utgår från Gísli Oddssons minnesbilder, bygger på tre inte helt orimliga antaganden:
- Människorna i Västerbygd var väl förtrogna med den amerikanska kustlinjen. De första kolonisationsförsök, varom Grönlandssagorna berättar, var visserligen misslyckade, men under de århundraden som gått sedan dess hade färderna västerut fortsatt; vänliga förbindelser med urbefolkningen kan ha upprättats och nordborna kan ha ägt flera bosättningar i Amerika. Vi vet ingenting om detta, men åtminstone några uppgifter i annalerna antyder att så kan ha varit fallet, till exempel berättelsen om Eiríkr upsi Gnúpssons färd till Vinland.[2]
- Kyrkan i Västerbygd hade blivit en förtryckande makt. Detta bygger på Ivar Bårdssons uppgifter om kyrkan som den stora markägaren i Österbygd, samt antagandet att det kan ha sett likadant ut i Västerbygd. Sina rikedomar hade kyrkan troligen förvärvat genom donationer och själagåvor (testamenten), vilka erhållits i utbyte mot löften att medelst själamässor och böner avkorta den avlidnes tid i skärselden. Med tiden hade ätterna blivit allt fattigare och kyrkan allt rikare. Här kan ha legat fröet till en konflikt, som drevs till sin spets när levnadsförhållandena försvårades och människorna bestämde sig för att utvandra, vilket kan förklara varför Gísli Oddsson beskrev dem som ”kättare”.[2] Krasst räknat skulle ju den rika kyrkans egendomar bli värdelösa om alla människor försvann.
- Nordbor och ”skrälingar” (inuiter) hade så skilda levnadsförhållanden, att även om skrälingarna under klimatförsämringen på 1300-talet drog söderut kan de knappast ha uppträtt som konkurrenter. Någon ”naturlig fiendskap” mellan dessa folk behöver inte förutsättas, och det har därför betvivlats att skrälingarna aktivt medverkade till de båda Grönlandskoloniernas undergång.[8]

Slutligen: Vad hände med dessa första utvandrare till Amerika? Det vet vi förstås inte – eftersom vi inte ens vet om utvandringen verkligen ägde rum – men antalet emigranter kan ändå inte ha varit särskilt stort, kanske några hundra personer. Med tiden bör de ha assimilerats i den amerikanska urbefolkningen och därmed ha förlorat sin nordiska identitet.